# Bitwa pod Milazzo
Bitwa pod Milazzo – starcie zbrojne, które miało miejsce od 17 do 24 lipca 1860 r. w trakcie wyprawy tysiąca Garibaldiego.
Starcie pomiędzy siłami powstańczymi Giuseppe Garibaldiego a wojskami Królestwa Obojga Sycylii zakończyło się zwycięstwem sił powstańczych. Do pierwszych walk doszło rankiem dnia 20 lipca w pobliżu Milazzo. Po siedmiogodzinnej walce wojska Garibaldiego starały się bezskutecznie odepchnąć przeciwnika z pobliskiego mostu, gdzie stacjonowała kawaleria neapolitańska. Po nadpłynięciu okrętu Tukory, pozycje Neapolitańczyków zostały zbombardowane ogniem artyleryjskim a oni sami schronili się w twierdzy Milazzo. Po 4 dniach w dniu 24 lipca obrońcy twierdzy skapitulowali. Straty Garibaldiego wyniosły 800 ludzi, Neapolitańczycy stracili 300 żołnierzy. 